# Arroyo Patitas
Der Arroyo Patitas ist ein Fluss in Uruguay.
Er entspringt auf dem Gebiet des Departamento Artigas in der Cuchilla de Belén nordwestlich des Cerro Uña de Gato. Von dort verläuft er in südwestliche bis südliche Richtung und mündet als rechtsseitiger Nebenfluss in den Arroyo de las Cañas.